# Rhionaeschna elsia
Rhionaeschna elsia là loài chuồn chuồn trong họ Aeshnidae. Loài này được Calvert mô tả khoa học đầu tiên năm 1952.